# Pierre Mauroy

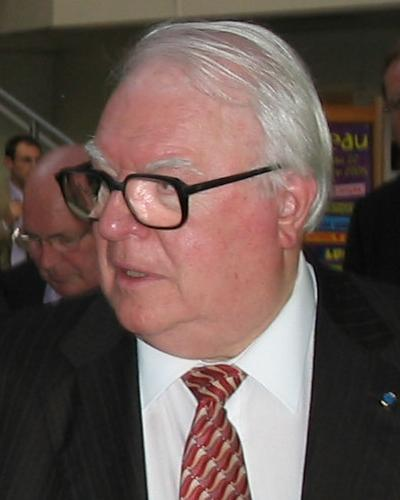
Pierre Mauroy (2006)

Pierre Mauroy [pjɛʁ mo'ʁwa] (* 5. Juli 1928 in Cartignies, Département Nord; † 7. Juni 2013 in Clamart, Département Hauts-de-Seine) war ein französischer Politiker der Parti socialiste (PS). Er war von 1973 bis 2001 Bürgermeister von Lille und zusätzlich von 1981 bis 1984 Premierminister von Frankreich, von 1988 bis 1992 Erster Sekretär der PS, von 1992 bis 1999 Präsident der Sozialistischen Internationale und von 1992 bis 2011 Mitglied des französischen Senats.

## Leben
Mauroy wurde als Sohn eines französisch-flämischen Lehrers geboren. Er besuchte das Lycée in Cambrai und absolvierte eine Ausbildung zum Berufsschullehrer an der École normale nationale d'apprentissage (ENNA) in Cachan. Ab 1952 war Mauroy als Berufsschullehrer in Colombes bei Paris tätig.
Er engagierte sich ab 1944 in der alten sozialistischen Partei Section française de l’Internationale ouvrière (SFIO) und war von 1949 bis 1958 Generalsekretär der Sozialistischen Jugend. 1955 wurde er Generalsekretär der Berufsschullehrergewerkschaft. 1961 wurde er Generalsekretär der SFIO im Département Nord. Die SFIO ging 1969 in der Parti socialiste auf. 
Auf Vorschlag des damaligen Bürgermeisters Augustin Laurent erhielt Mauroy bei den Kommunalwahlen 1971 in Lille die zweite Position auf der Wahlliste der sozialistischen Partei. Augustin Laurent wurde wiedergewählt, trat zwei Jahre später, am 8. Januar 1973, zurück und Mauroy wurde sein Nachfolger als Bürgermeister von Lille. Am 11. März 1973 wurde er außerdem zum Abgeordneten des Départements Nord in der Nationalversammlung gewählt. 1974 wurde er zum Präsidenten des Regionalrats der Region Nord-Pas-de-Calais gewählt. Von 1979 bis 1980 war er Mitglied des Europäischen Parlaments.

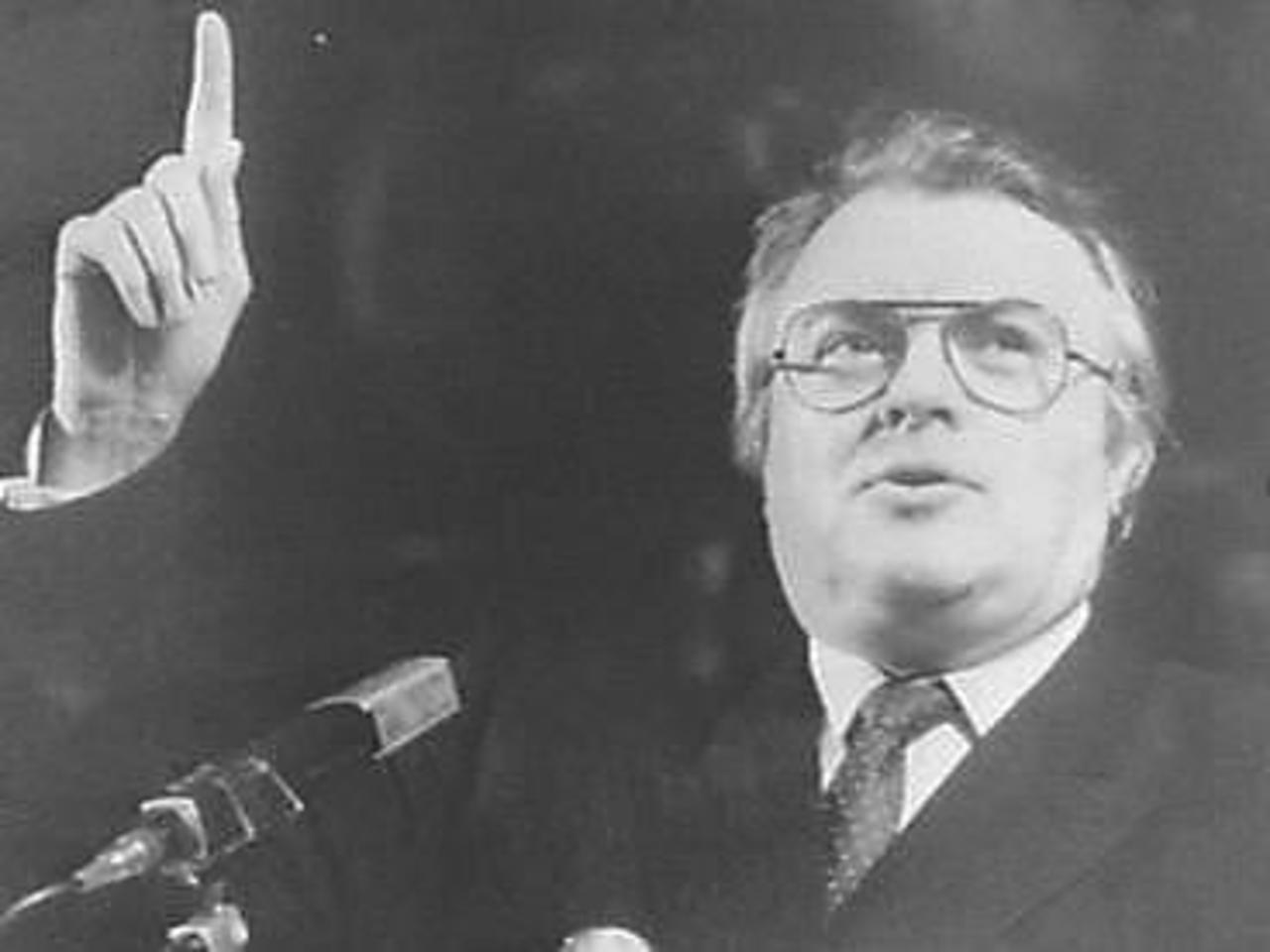
Pierre Mauroy im Mai 1981

Als wichtige Stütze von François Mitterrand bei der Schaffung der linken Koalition 1981, als überzeugter Europäer und entschiedener Gegner der Zentralisierung Frankreichs wurde Mauroy nach der Wahl von François Mitterrand zum Staatspräsidenten von ihm am 21. Mai 1981 zum Premierminister ernannt. Die erste Koalitionsregierung Mauroys, die nach der gewonnenen Wahl zur Nationalversammlung gebildet wurde, schloss vier Minister der kommunistischen Partei (PCF) ein. In Erfüllung der Wahlversprechen des Präsidenten präsentierte Mauroy ein soziales Sofortprogramm und erste Schritte eines ambitionierten Reformprogramms: Einführung der 39-Stunden-Woche, fünf Wochen bezahlten Jahresurlaub, Einstellung zusätzlicher Beamter, Dezentralisierung der Verwaltung, Verstaatlichung von Großunternehmen (wie Bull Computer, Rhône-Poulenc, Dassault, Sacilor, Usinor und Thomson) und Banken (Crédit Lyonnais, Compagnie financière de Suez), Vermögenssteuererhöhungen, Erhöhung der Einkommen, Abschaffung verschiedener Sicherheitsgesetze, Rente mit 60 Jahren, Abschaffung der Todesstrafe, Reform der Medien, Schwangerschaftsabbruch (gegen den Rat des Präsidenten).
Wie auch in Westdeutschland und Großbritannien infolge der Ölkrise stieg in Frankreich die Inflationsrate und die Arbeitslosigkeit. Dazu kam eine Währungskrise, die Mauroy bereits ein Jahr später zwang, eine restriktive Fiskalpolitik (politique de l'austérité) zu ergreifen, personifiziert durch den Finanzminister Jacques Delors. Die Indexierung der Einkommen in Relation zum Preisniveau wurde aufgegeben, wodurch ein Sinken der Realeinkommen möglich wurde, die private Berufsausbildung wurde zurückgestellt. Diese Fiskalpolitik wurde von vielen Wählern der Linken abgelehnt. Die kommunistischen Minister schieden dann 1983 nach zunehmenden Auseinandersetzungen aus der Regierung aus. Am 22. März 1983 beauftragte Mitterrand erneut Mauroy mit der Regierungsbildung seiner dritten Regierung. Zwei Wochen später, am 6. April 1983, kündigte Mauroy in seiner Regierungserklärung Notverordnungen zur Durchsetzung eines drastischen Spar- und Restriktionsprogramms ein. Insbesondere die kommunistische Gewerkschaft CGT organisierte daraufhin landesweite Streiks. Am 18. Juli 1984 entschied Staatspräsident Mitterrand, Mauroy durch Laurent Fabius als Ministerpräsidenten zu ersetzen.
Mauroy kehrte daraufhin in den Norden zurück, wo er großes politisches Gewicht besaß. 1988 wurde er Vorsitzender (Erster Sekretär) der PS. Er gab diesen Posten 1992 auf, als er zum Senator gewählt wurde. Vom 17. September 1992 bis 1999 war Mauroy Nachfolger Willy Brandts als Präsident der Sozialistischen Internationale. 2001 wurde Jacques Delors’ Tochter Martine Aubry seine Nachfolgerin als Bürgermeisterin von Lille. Sie war bis dahin seine „rechte Hand“ gewesen.
Am 7. Juni 2013 starb Mauroy im Militärkrankenhaus Percy in Clamart. Bereits 14 Tage später benannte die Metropolregion Lille das Grand Stade Lille Métropole in Villeneuve-d’Ascq in Stade Pierre-Mauroy um.
Mauroy unterzeichnete 1988 als Bürgermeister von Lille einen Städtepartnerschaftsvertrag mit der thüringischen Stadt Erfurt. Seit 2021 trägt in der nun Thüringer Landeshauptstadt die Pierre-Mauroy-Brücke den Namen des großen Europäers. 